# Sermonde
Sermonde is een plaats (freguesia) in de Portugese gemeente Vila Nova de Gaia en telt 1225 inwoners (2001).